# Ernst M. Wallner
Ernst Maxim Wallner (* 12. März 1912 in Mettersdorf, Siebenbürgen; † 21. April 2007 in Kirchzarten) war ein deutscher Soziologe, Pädagoge und Hochschullehrer.

## Leben und Wirken
Ernst M. Wallner studierte Philosophie, Volkskunde, Soziologie und Germanistik an den Universitäten in Klausenburg, Halle/S., Berlin und Bonn. Er wurde 1935 an der Universität Bonn promoviert. Von 1937 bis 1940 arbeitete er in der Schulverwaltung in Hermannstadt, anschließend beim Auswärtigen Amt in Berlin (vor allem am Institut für Grenz- und Auslandstudien) sowie am Seminar für Volkskunde der Reichsuniversität Straßburg. Nach dem Zweiten Weltkrieg war er von 1947 bis 1962 als Lehrer am Kepler-Gymnasium in Freiburg im Breisgau tätig. Ab 1962 lehrte er dann an der Pädagogischen Hochschule Heidelberg, von 1964 bis 1977 als ordentlicher Professor für Soziologie und Politikwissenschaft.
Neben Lehrbüchern (seine Einführung in die Soziologie erschien in sechs Auflagen) verfasste Wallner neben einer umfangreichen Darstellung der Entwicklungsländer volkskundliche Arbeiten, vor allem über Siebenbürgen, aber auch über Sizilien.

## Veröffentlichungen (Auswahl)
- Die Herkunft der nordsiebenbürger Deutschen im Lichte der Flurnamengeographie (Rheinisches Archiv, Bd. 30). Röhrscheid, Bonn 1936 (Zugleich: Bonn, Univ.,  Diss., 1935).
- (Bearb.): Ewiger Acker. Rumänische Novellen. Harrassowitz, Leipzig 1942.
- (Übers.): Mihail Sadoveanu / Die Nächte um Johanni. Roman. Sopper & Bauer, Wien 1944.
- Zastler. Eine Holzhauergemeinde im Schwarzwald (= Veröffentlichungen des Alemannischen Instituts, Bd. 13). Poppen u. Ortmann, Freiburg/Br. 1953.
- Die Reichstags- und Bundestagswahlen im Landkreis Freiburg seit der Jahrhundertwende (= Veröffentlichungen des Alemannischen Instituts. Bd. 21). Verlag Konkordia, Bühl/Baden 1965.
- Kirchzarten. Nachkriegszeit und Bevölkerung. In: Günther Haselier (Hrsg.): Kirchzarten. Geographie – Geschichte – Gegenwart. Festbuch zur Zwölfhundertjahrfeier. Selbstverlag Kirchzarten 1966, S. 529–736.
- Von der Herberge zum Grandhotel. Wirtshäuser und Gastlichkeit.m Geschichte, Wirtshausnamen, Wirtshausschilder. Rosgarten-Verlag, Konstanz 1968.
- Vorurteil und Gesellschaft. In: Studium Generale, Bd. 21 (1968), S. 995–1010.
- Soziologie. Einführung in Grundbegriffe und Probleme. Quelle & Meyer, Heidelberg 1970 (6. Aufl. 1979, ISBN 3-494-00654-7).
- Die Entwicklungsländer. Staat, Geschichte, Bevölkerung, Bildungswesen, soziale und wirtschaftliche Verhältnisse, Probleme, Entwicklungsplanung, Entwicklungshilfe. Ullstein, Frankfurt/M. 1974, ISBN 3-548-02948-5.
- (Bearb., mit Margret Pohler-Funke): Soziologische Hauptströmungen der Gegenwart (= Soziologie der Gegenwart, Bd. 1). Quelle & Meyer, Heidelberg 1977, ISBN 3-494-00899-X.m
- (Bearb., mit Margret Pohler-Funke): Soziologie der Familie (= Soziologie der Gegenwart, Bd. 2). Quelle & Meyer, Heidelberg 1977, ISBN 3-494-00900-7.
- (Bearb., mit Margret Pohler-Funke): Soziologie der Kindheit (= Soziologie der Gegenwart, Bd. 3). Quelle & Meyer, Heidelberg 1978, ISBN 3-494-00901-5.
- (Bearb., mit Margret Pohler-Funke): Soziologie der Freizeit (= Soziologie der Gegenwart, Bd. 4). Quelle & Meyer, Heidelberg 1978, ISBN 3-494-00903-1.
- (Bearb., mit Margret Funke-Schmitt-Rink): Soziologie der Erziehung (= Soziologie der Gegenwart, Bd. 5). Quelle & Meyer, Heidelberg 1979, ISBN 3-494-00994-5.
- (Bearb., mit Margret Funke-Schmitt-Rink): Soziale Schichtung und soziale Mobilität (= Soziologie der Gegenwart, Bd. 6). Quelle & Meyer, Heidelberg 1980, ISBN 3-494-00906-6.
- (Bearb., mit Margret Funke-Schmitt-Rink): Politische Soziologie (= Soziologie der Gegenwart, Bd. 7). Quelle & Meyer, Heidelberg 1980, ISBN 3-494-00905-8.
- Fischereiwesen und Fischerbevölkerung in Sizilien. Bestand, Besonderheiten, Bedeutung heute. Minerva, München 1981.
- Die Fischerpopulation Siziliens. Interethnische Gemeinsamkeiten – Sizilianität. Maro-Verlag, Augsburg 1983, ISBN 3-87512-127-9.
- Hochrhein-Fibel. Rosgarten-Verlag, Konstanz 1984, ISBN 3-87685-110-6.
- Dreieckland-Fibel. Rosgarten-Verlag, Konstanz 1985, ISBN 3-87685-109-2.
- Die Stadt Bistritz/Bistrita oder Nösen in Nordsiebenbürgen während der Zwischenkriegszeit und ihre multikulturelle Gesellschaft. In: Forschungen zur Volks- und Landeskunde (Bucuresti), Bd. 40 (1997), H. 1–2, S. 187–204.
- Das Vereins-, Verbands- und Genossenschaftswesen unter besonderer Berücksichtigung der Siebenbürger Sachsen. In: Georg Weber (Hrsg.): Zugänge zur Gemeinde. Soziologische, historische und sprachwissenschaftliche Beiträge [Paul Philippi zum 75. Geburtstag] (= Studia Transylvanica, Bd. 24). Böhlau, Köln 2000, S. 73–98, ISBN 3-412-05798-3.